# ببروئية (بنستان)
ببروئیة (بالفارسية: ببروئیه) هي قرية تقع في إيران في قسم بنستان الريفي. يقدر عدد سكانها بـ 61 نسمة .